# Cornelia Klier
Cornelia Klier, née le 19 mars 1957 à Leutenberg (RDA), est une rameuse d'aviron est-allemande. 

## Carrière
Aux Jeux olympiques de 1980 à Moscou, Cornelia Klier est sacrée championne olympique de deux sans barreur avec Ute Steindorf.
Elle est aussi championne du monde de huit en 1977, de deux sans barreur en 1978 et 1979. 